# クラス (バンド)
クラス(Crass)は、イギリスの芸術集団パンク・ロックバンド。1977年から1984年にかけて活動した。政治思想、ライフスタイル、抵抗運動としてのアナキズムを実践した。またアナルコ・パンクムーブメントを一般化し、直接行動、動物の権利、フェミニズム、環境保護を主張した。アルバム、サウンド・コラージュ、フライヤー、映像にDIY（Do It Yourself)の倫理的アプローチを提唱した。
ステンシルをつかったグラフィティで地下鉄を広告塔にした。不法占拠（スクワット）に協調し、政治行動を組織した。黒づくめのアーミーファッションに、キリストの十字架、ハーケンクロイツ、ユニオンジャック、ウロボソスなどの権威のアイコンを融合させ、彼らの理念を表現した。
クラスはパンクやユースカルチャーに批判的だった。それにもかかわらず、彼らが推進したアナキストのアイデアはパンクのジャンルをより持続的なものとした。その自由な実験とテープコラージュ、グラフィック、言葉、詩と即興表現から、アバンギャルドパンク、アートパンクとして知られる。

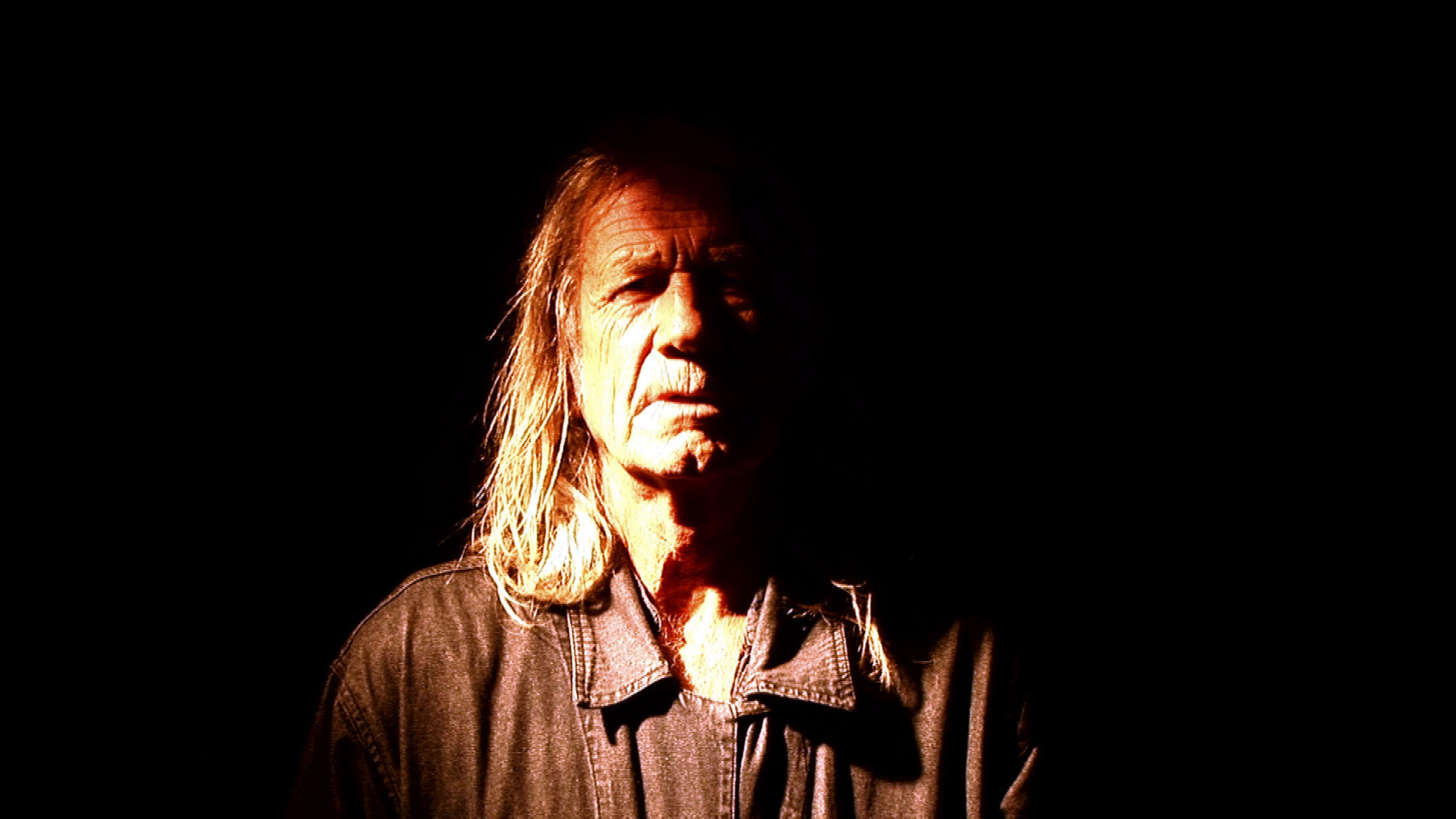
バンドの中心的なメンバー、ペニー・ランボー（Penny Rimbaud）。

ヒッピーとパンクに共通するインディペンデント精神を融合させたようなバンドである。

## 概要

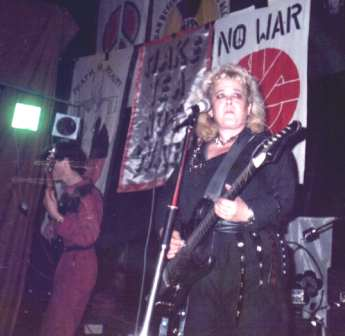
ポイズン・ガールズ。ポイズン・ガールズはイギリス、ブライトンのアナルコ・パンクバンド。 ボーカル/ギタリストのヴィ・サブバーズはバンドの設立時、2歳の子を持つの中年の母親だったが、しばしばアナキストの観点からセクシュアリティとジェンダーの役割を探求した曲を書いた

1977年にセックス・ピストルズが巻き起こしたロンドン・パンク・ムーブメントはメジャーシーンではすぐに終息したが、やがてアンダーグラウンドシーンで復活した。その代表的なバンドである。
アナルコ・パンク（無政府主義パンク）の代表的バンドとして知られる。その人気と影響力の強さにより、左翼と右翼の双方から仲間になって欲しいと求められたが、「左翼でも右翼でもなく、アナーキストである」と第3の立場を打ち出し、両翼から少なくとも敵と見なされることを逃れた。
1977年、ヒッピー世代の元パフォーマンス・アーティストのペニー・ランボー（ドラムス、作詞。19世紀フランスの詩人アルチュール・ランボーを私淑していた）と、彼より20歳も若いパンクスのスティーヴ・イグノラント（ボーカル、作詞）が出会うことにより生まれた。ふたりは互いの詩を見せ合って共鳴し、ランボーが住んでいたコミューン（自給自足の農場と廃屋で、「ダイアル・ハウス」と命名された）で "So What?" と "Do They Owe Us A Living?" のデモを録音し、共同生活を始めた。この「バンド」の噂を聞きつけ、のちのメンバーとその家族たちが集まった。最終的に、ここには12人の人間と20匹の猫が住んだ。
当時、パンク・バンドの発掘に熱心だったスモール・ワンダー・レーベルからファースト・アルバム「The Feeding of the 5000」をリリースした。しかし1曲目の「Asylum（収容所）」の歌詞が問題となり、2分間の無音トラックとして収めた。この反省から個人レーベル「クラス・レコード」を設立。これは当時としては前人未踏の冒険であり、ジャケットの印刷はどの印刷所からも引き受けてもらえず、高価な印刷機を自分たちで調達するなど、後のパンクにおける「DIY精神（自分たちでやること）」の手本となった。
このレーベルからは、自分たちの作品のほかに、後続バンドといえるポイズン・ガールズ、ザ・モブ、ザウンズ、コンフリクト、キャプテン・センシブル（元ダムド）、ククル（ビョークが在籍）ら、100組近いバンドを紹介している。

## クラスの特徴

### 結成
クラス (Crass)は、「ダイヤル・ハウス」の創設者であるペニー・ランボーとスティーヴ・イグノラント（当時この家に滞在していた）がジャムセッションをした時からはじまった。
イグノラントはブリストルでパンクバンド、ザ・クラッシュの公演を見て、バンドを結成したいと思っていた。ランボーは前衛芸術グループのベテランであり、彼の本「Reality Asylum」に取り組んでいた。 ふたりは "So What?" と "Do They Owe Us A Living?" の2曲をドラムとヴォーカルのデュオで制作した。ちなみに「クラス」になる以前には、デヴィッド・ボウイのアルバム「ジギー・スターダスト」のなかの曲にちなんで、自身たちのことを「Stormtrooper」と呼んでいた。

### ライブ活動
他の友人や家族が参加し（ジー・ヴァウチャー、ピート・ライト、N・A・パーマー、スティーヴ・ハーマンらを含む）、クラスは北ロンドンのストリートで不法占拠のストリートフェスティバルで最初のライブを行った。彼らは5曲演奏予定だったが、地域住民が3曲目のあとで「プラグを引っこ抜いてしまった」。
ギタリスト、スティーヴ・ハーマンがすぐにバンドを去り、後任にフィル・フリーが参加した。ジョイ・デ・ヴィーヴル、イヴ・リバティーンがこの頃に参加した。初期公演には、ニューヨーク4日間のツアー、コヴェント・ガーデン・フェスティバルでの演奏、ロンドン中心部のライブハウスでの定期出演などがある。後者のパフォーマンスはしばしば休みがちだった。
あるとき、クラスはロンドンのコヴェント・ガーデンにあるロキシ―・クラブで2度のライブ演奏を行った。ランボーによると、バンドは2度目のショーに酔って到着し、ステージから追い出された。このことは彼らの曲「Boxy from the Roxy」とランボーの自費出版雑誌のエッセイに影響を与えた。事件ののち、バンドはショーの前のアルコールと大麻を禁じ、ステージでも普段着でも黒づくめのアーミースタイルの服を着用するようになった。

### ロゴと平和主義
クラスは、ランボーの友人の手でデザインされたロゴによってバンドの背景を表現した。このロゴはバンドに軍事的なイメージを与え、ファシズムの告発をあらわした。彼らのユニフォーム的なルックスは、「個性という名のカルト」に対する意見だったので、多くのロックバンドとは対照的に、クラスの 「リーダー」は特定されることはないだろう。
「現実の収容所キリスト（Christ's Reality Asylum）」は自己出版パンフレットのためのカバーアートワークとして考案され、意図された。 そのロゴは、「権力のイコン」＝キリスト教の十字架、ハーケンクロイツ、ユニオンジャック、 ウロボソス（権力が最終的にそれ自体を破壊するという考えを象徴する）の融合だった。意図的に混在したメッセージを使うことは、クラスの戦略の一部であり彼ら自身「矛盾の弾幕」と表現していた。「観客への挑戦（ランボーの言葉）」、「自分自身で決める」。これにはラウドで刺激的な音楽やランボーのダダイスト的なパフォーマンスアートと状況主義的なアイデアをもちいて、平和主義のメッセージを宣伝することだった。

### 個性的なライブステージ
彼らは40ワットの家庭用電球の下で演奏し、ステージ照明を避けた。この照明条件下での撮影は技術的に困難であり、クラスのライブ映像がほとんどないのはそのためである。また、ビデオ技術（ミック・ダフィールドとジー・ヴァウチャーによる逆投影された映像やビデオコラージュ）を使って、パフォーマンスを向上させるためのマルチメディアプレゼンテーションを始めたパイオニアだった。また、アナキストのアイデアを説明するパンフレットや資料をオーディエンスに配布した。

## 歴史

### 1978-1979　アシュラム事件
1978年、クラスは初EP「The Feeding of the 5000」をリリースした（スモール・ワンダー・レコード）。レコード制作工場の工員は「Asylum」の詞のキリストに対する冒涜的な内容から作業を拒否した。結局レコードはその曲抜き（代わりに2分間の沈黙）でのリリースとなった。この事件をきっかけにクラスは、スモール・ワンダーから不利な立場に立たされるのを防ぎ、彼らの作品の編集権を保持するために、独立したレコードレーベル「クラス・レコード」を設立することとなった。
再録音された「Asylum」の拡張バージョンは「Reality Asylum」と改題され、クラス・レコードから7インチ・シングルとしてリリースされた。クラスはこの曲の歌詞が原因で警察の捜査を受け、さらに「ダイヤル・ハウス」にまでロンドン警視庁（スコットランドヤード）の風紀取り締まり班が来て起訴されると脅されたが、結局取り下げられた。「Reality Asylum」は普通のレコードの半額の値段で販売され、クラスのできるだけ安くレコードをリリースするというポリシーの最初の例となったが、バンドは付加価値税を費用に分配することができず、1枚売れるごとに赤字になった。1年後、クラス・レコードから「The Feeding of the 5000」の再プレス盤（副題「The Second Sitting」）をリリースし、元のバージョンの「Asylum」を復元した。

### 1980　血みどろ革命
1979年、バンドはポイズン・ガールズからのローンで資金を調達したセカンドアルバム「Stations of the Crass」を発表した。これは2枚組のアルバムで、3面までが新曲で4面がライブ録音だった。
1980年代のつぎのシングル曲「Bloody Revolutions」はポイズン・ガールズの慈善リリースで、「Wapping Autonomy Center」の資金として2万ポンドを調達した。歌詞は、革命闘争の伝統的なマルクス主義観に対するアナーキスト - 平和主義の視点からの批判であり、1979年9月にふたつのバンドがパフォーマンスをした、ロンドンのコンウェイ・ホールでの暴力に対する反応であった。このショーは、陰謀告発に直面しているアナキストのグループである「人物不明―Persons Unknown」のための利益として意図された。パフォーマンスの間、社会主義の労働者党支持者やその他の反・ファシストたちは、ネオ・ナチスを襲い、暴力を引き起こした。
その後、クラスは左翼が戦闘の責任を負っていると主張し、「Rock Against Racism」のような組織は観客が左翼と右翼とに分化するようになっていった。他の人々（アナキストが組織する「階級闘争」を含む）はクラスの位置を批判し、「クロポトキンのように、彼らは政治をどうしたらいいのかわからないでいる」と述べた。パンク・フォロワーのおおくは、彼らが右翼から受ける暴力を理解できないと感じていた。
ソノシート「Rival Tribal Rebel Revel」は、コンウェイ・ホールでおこったユースカルチャーの心ない暴力と部族主義的側面に対しての意見だった。つづいて、「Nagasaki Nightmare / Big A Little A」というシングルがリリースされた。最初の曲の強烈な反核の歌詞は、折りたたみ式スリーブのアートワークによって補強された。核エネルギー産業と核兵器製造を結びつける「Peace News」誌のマイク・ホルダネスによる記事、イギリスの原子力施設の大きな地図ポスターなどが紹介された。レコードの反対面の「Big A Little A」は、バンドの反国家主義、個人主義のアナーキスト哲学を表明したものだった。
「なりたい自分になり、したいことをしよう、オレは彼で彼女は彼女、だけどあんたはあんただけだろ」

### 1981　ペニス羨望

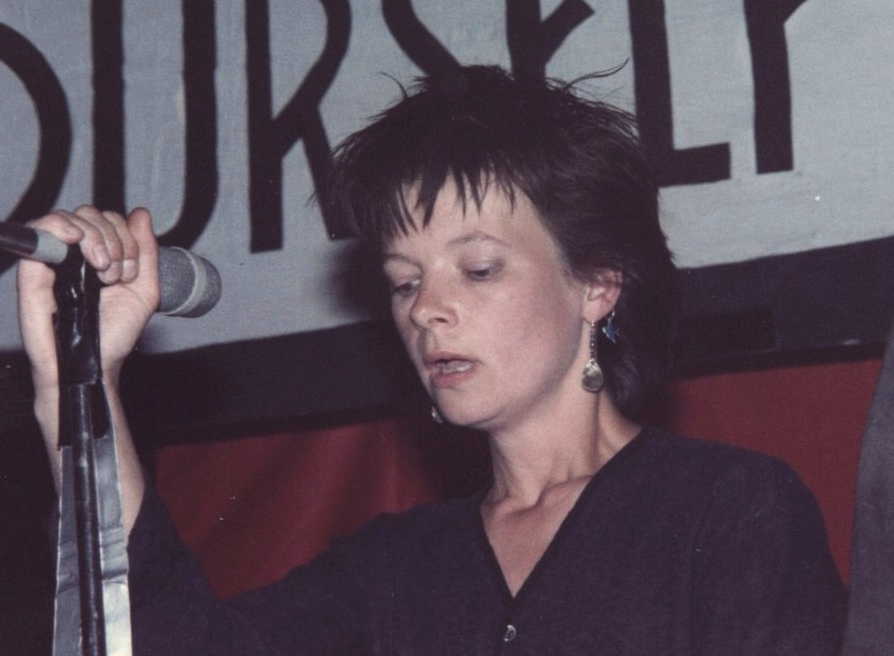
イヴ・リバティーン。彼女たちは19世紀の女性解放主義者ウルストンクラフトのように、「結婚」と「女性抑圧」を攻撃した。

1981年に3枚目のアルバム「Penis Envy」をリリースした。これはハードコアパンク風のアルバムだった。ファーストアルバムはクラスをグループに変えた。 イヴ・リバティーンとジョイ・デ・ヴィヴールによって、より複雑なアレンジと女性ヴォーカルをフューチャーできるようになった。アルバムは「結婚」と「性的抑圧」を攻撃するフェミニストの問題に取り組んだ。
アルバム最後の「Our Wedding」と題されたラブソングのパロディ曲は、10代のロマンス雑誌「Loving」誌の読者にソノシ―トとして提供された。クラスはこの曲を「クリエイティブな録音とサウンドサービス」として提案した。「Loving」誌は提案を受け入れ、この無料のソノシ―トが「あなたの結婚式の日をちょっと特別なものにするだろう」と読者に伝えた。が、元のアルバムのタイトルが「あまりにも猥褻」と言うニュースとともにその偽装が暴かれたとき、タブロイド上での論争が起きた。「Loving」誌の苛立ちにもかかわらず、クラスは法には触れていなかった。
このアルバムはHMVでは販売禁止にされた。そして1984年、マンチェスター警察によって東ブロックのレコード店から押収され、店主は「利益のために猥褻物を展示した」と訴えられた。その後の裁判で裁判官はクラスに不利な判決を下したが、控訴院によって判決は覆された（「性的に挑発的かつ猥褻」とされた「Bata Motel」の歌詞を除いて）。

### 1982-1983　キリスト
1982年、バンドの通算４枚目の２枚組LP「キリスト―Christ - The Album」は、レコード、プロダクション、ミックスのために（あいだにフォークランド紛争が起こり、終わった）ほぼ一年かかった。クラスは自身たちのレコード制作の方法に疑問を呈した。独自の視点による政治解説を主な目的とするグループとして、彼らは世界の出来事によって追い抜かれ、冗長になってしまった。
フォークランド紛争が起こった速度と、サッチャーが国内外で作り出した荒廃は、これまでよりはるかにスピーディーに対応する必要があった。「キリスト」 - このアルバムは、その中の何曲かに、かなり時間がかかっていたが、暴動と戦争の差し迫ったことを警告した曲はほとんど冗長になってしまった。トックステス、ブリストル、ブリクストン、そしてフォークランドは、オレたちがアルバムをリリースするまでは激しかった。 自分たちの力不足に謙虚になり、その対応の遅さを恥ずかしいと感じた。
それ以降のリリース（「How Does It Feel? (to Be the Mother of a Thousand Dead)」と「Sheep Farming in the Falklands」とアルバム「Yes Sir、I Will」）は、バンドの音がベーシックにもどって、政治情勢に対する「戦術的対応」としてリリースされている。彼らは「Sheep Farming ...」のライブ録音をした2万枚のソノシートを匿名で製作し、「ラフ・トレード・レコード」の流通倉庫の仲間たちによって他のレコードのスリーブに無作為に挿入された。

### メンバーの不一致と自己内省
ロンドンの地下鉄に、「反＝戦争」、「アナキスト」、「フェミニスト」、「反＝消費主義」のグラフティメッセージをスプレーした初期時代から、クラスは政治的な意志を持つ直接行動と音楽活動に関わってきた。 1982年12月18日、バンドは西ロンドン「ジグザグ・クラブ」での24時間の不法占拠に協力し、「アンダーグラウンド・パンク・シーンは自身で責任を持って、音楽を本当に楽しみ、企業の拘束や無理強いから自由であることができる」と述べた。

1983年と1984年、反＝グローバリゼーション集会の前身「ロンドン・グリーンピース」企画の「ストップ・ザ・シティ・アクション」に参加した。この活動は、バンドの最後のシングル「You're Already Dead」の歌詞とスリーブ・ノートに示され、「非＝暴力的コミットメントへの疑い」を表明している。それはまた、ランボーが説明したように、グループ内の意見の不一致を反映していた。 
「バンドの半分が平和主義を支持し、もう半分が必要に応じた暴力的な直接行動を支持していた。オレたちは混乱していた。それはウカツにも、レコードのなかに見てとれる」。
これはバンド内の内省につながった。一部のメンバーは激怒して、ポジティブな姿勢を見失った。この論争を通じて、クラス名義の次のリリース「Acts of Love」は、クラシック音楽にペニー・ランボーの５０もの詩(「わたしの他の自己への歌」)をあわせて、「他の自己の中に存在する団結、平和、愛の深い感覚」を称えるものとなった。

### サッチャーゲート・テープ
もう一つのクラスの偽装は、「サッチャーゲート・テープ」と呼ばれた。
そこには、明らかに電話線のアクシデントから洩れた会談が記録されていた。テープは、マーガレット・サッチャーとロナルド・レーガンを素材として、クラスによってつくられた。このやや不器用なテープでは、フォークランド紛争中のHMS駆除艦の沈没について議論し、米国とソ連の紛争によってヨーロッパが核兵器の標的になることに同意している。
1983年の総選挙期間中、オランダの通信社を通じて報道機関にコピーが流出した。米国国務省と英国政府は、このテープがKGBのプロパガンダ工作だと信じていた（San Francisco ChronicleとThe Sunday Timesに報告されている）。テープは匿名で製作されたが、イギリスの新聞紙The Observerはテープをバンドと結びつけた。
英国の「30年ルール」に基づき、2014年1月に公表された以前に分類された政府文書は、首相が個人的にテープを認識し、それを内閣と話し合ったことを明らかにしている。

### 1984　分裂
英国議会でバンドについての質問がなされ、「わいせつ出版法（日本のわいせつ物頒等の罪）」下で保守党のティモシー・エガール（Timothy Eggar）による彼らのシングル曲「How It It Feel ...」の訴追が試みられた。
「私たちは奇妙で恐ろしい舞台で自分自身を見つけた。自分たちの意見を一般公開したいと思っていた。それを同じような気持ちの人々と分かち合いたいと思っていたが、今、この意見は権力の回廊に住む暗い影たちによって分析されている（...）私たちは政治的な力を得て、声を出し、少し畏敬の念をもって扱われていたが、それは本当に私たちが望んでいたものなのだろうか？ それは何年も前に達成したことだったのだろうか？」
さらに、バンドはアルバム「ペニス羨望」の多額の訴訟費用を負っていた。これは疲労やプレッシャーとともに共同生活や活動を続けることを強いるものだったで、最終的に持ちこたえられなくなった。 1984年7月7日、バンドはウェールズで鉱山労働者に慈善ギグをおこなった後、ギタリストN. A. パーマーがグループを離れると発表、バンドは分裂した。

### クラス・コレクティヴ, クラス・アジェンダ、ラスト・アメンドメント
2002年11月、なんにんかの元メンバーは、クラス・コレクティヴとして「戦争に反対する声」を伝える「Your Country Needs You」のコンサートをロンドンのエリザベス・ホールでおこなった。ベンジャミン・ブリテンの「戦争レクイエム」や他のパンクロックアーチスト、元クラスのピーター・ライトのバンド「Judas2」などが演奏した。 2003年10月、クラス・コレクティヴは、ランボー、リバティーン、バウチャーといった元メンバー、Coldcutレーベルのマット・ブラックなどのジャズミュージシャンと協力して、クラス・アジェンダに名前を変更した。
2004年、クラス・アジェンダは北ロンドンでボルテックス・ジャズ・クラブを救うキャンペーンを主導した。 2005年6月、クラス・アジェンダは「No More」を宣言、そのグループ名を「ラスト・アメンドメント―（Ｌａｓｔ　Ａｍｅｎｄｍｅｎｔ）」に変更した。 5年の休息の後、バンドは2012年6月にボルテックスでライブパフォーマンスをおこなった。また、ランボーはザ・シャーラタンズやジャパンサ―ともセッションし、録音している。 

### 2007　イグノラント「The Feeding of 5000」
2007年11月24、25日、スティーブ・イグノラントは「The Feeding of 5000」を「シェパーズ・ブッシュ・エンパイア」で選ばれたゲストとしてライブ演奏した。クラスの他のメンバーはこのコンサートに参加しなかった。当初、ランボーは彼が書いたクラスの曲をイグノラントが演奏することを拒否したが、あとで心を変えた。「イグノラントの権利を認め、尊重するが、私はそれをクラスの精神の裏切りとみなす」。イグノラントは別の視点から語る。 
「オレは自分のしていることを正当化する必要はないね...さらに今でも歌詞のほとんどは妥当だ。そして3文字の単語、「楽しむ（ＦＵＮ）」って覚えてる？」

### 2010　クラシカル・コレクションの再発行
2010年、クラスはバック・カタログのリマスター「クラシカル (Crassical)・コレクション」をリリースすると発表した。元メンバー3人が反対し、法的措置をとると脅した。彼らの懸念にもかかわらずプロジェクトは進行し、リマスター盤は最終的にリリースされた。シリーズの最初は2010年8月にリリースされた「The Feeding of the Five Thousand」で、10月に「Stations of the Crass」の新しいエディションが続き、2011年と2012年には「Penis Envy」、「Christ - The Album」、「Yes Sir, I Will」、「Ten Notes on a Summer's Day」の新エディションがリリースされた。批評家はリマスターされたアルバムの音質の向上と新しいパッケージングを賞賛した。

### 2011 最後の晩餐
2011年、スティーブ・イグノラントは「最後の晩餐」と題する国際ツアーにでた。彼は11月19日の「シェパード・ブッシュ・エンパイア」を最終地として、ツアーではクラスの曲を演奏した。イグノラントは「これがランボーのサポートを受けてクラスの曲を歌う最後になるだろう」と言った。後半ではランボーが「Do They Owe Us A Living」のドラム演奏のためにステージに加わった。34年後、バンドがキャリアが一周した。
 「そしてランボーがやってきたんだ...それでオレたちは曲を演奏した。何年も前にこれをやってた時みたいに。スタートみたいな終わりだったな」
イグノラントのツアーではギズ・バット、キャロル・ホッジ、ピート・ウィルソン、スパイク・T・スミスがラインナップされ、イヴ・リヴァティーンが数多くの曲で加わった。

### アートワークと展示
2011年2月に、アーティストのトビー・マットは、ニューヨークのロス・ギャラリーで、彼のクラスのコレクションの一部を展示した。この展覧会では、アートワーク、アルバム（12インチのLPとEPを含む）、「クラス・レコード」の7インチシングル、自費出版の「zine」、「Inter-National Anthem」などが展示された。
ジー・バウチャーとペニー・ランボーの作品は、オリジナルの「サッチャーゲート・テープ」の録音をはじめ、2016年春のフォーカルポイント・ギャラリーでの「Peculiar People」ショーの一環として、「ラジカル　エセックス」の歴史を祝った。 バウチャーの作品「オ―・アメリカ」（自由の女神が両手で顔を覆っている）は、2016年11月9日、ドナルド・トランプの米国大統領選挙を記念して、英国デイリー・ミラーの新聞の一面に使用された。 2016年11月から2017年2月まで、コルチェスター（エセックス）のファーストサイトアートギャラリーでは、ジー・バウチャーの作品の回顧展が開催された。
2016年6月、「クラスの芸術―The Art of Crass」は、ライトボックス・ギャラリーで、アーティスト技術者ショーン・クラークが企画した展覧会の主題となった。この展覧会では、ジ―・バウチャー、ペニー・ランボー、イブ・リバティーン、デイヴ・キングのプリントとオリジナル作品が取り上げられた。展覧会では、ペニー・ランボーらが「愛の石畳―The Cobblestones of Love」を演奏し、クラスのアルバム「イエッサー・アイウィル」の叙情的な改作がおこなわれた。展覧会の最終日には、スティーブ・イグノラントの「スライス・オブ・ライフ」のパフォーマンスがあった。この展覧会は「The Art of Crass」のウェブサイトに掲載されている。

## 影響

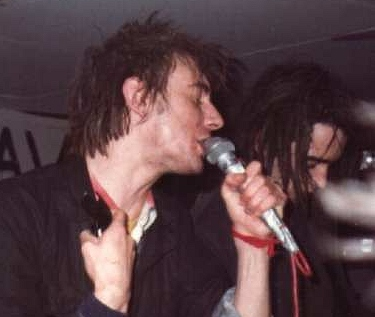
1981年のスティーブ・イグノラント。

ペニー・ランボーにとって、クラスを結成するための最初のインスピレーションとなったのは、彼の著書「最後のヒッピー（ヒステリックなロマンス）」に詳述されているように、彼の友人フィル・ラッセルの死だった。ラッセルは1974年に最初のストーンヘンジのフリ―フェスティバルを手伝ったあとで精神科病院に入院し、その後すぐに死亡した。ランボーはラッセルが政治的理由から国家によって殺害されたと信じていた。
スティーブ・イグノラントは、ザ・クラッシュとデヴィット・ボウイを個人的影響として挙げている。バンドメンバーはまた、実存主義と禅、状況主義、ボードレールの詩、英国の労働者階級のキッチンシンク文学と映画( kitchen sink' literature )からの影響を挙げている。

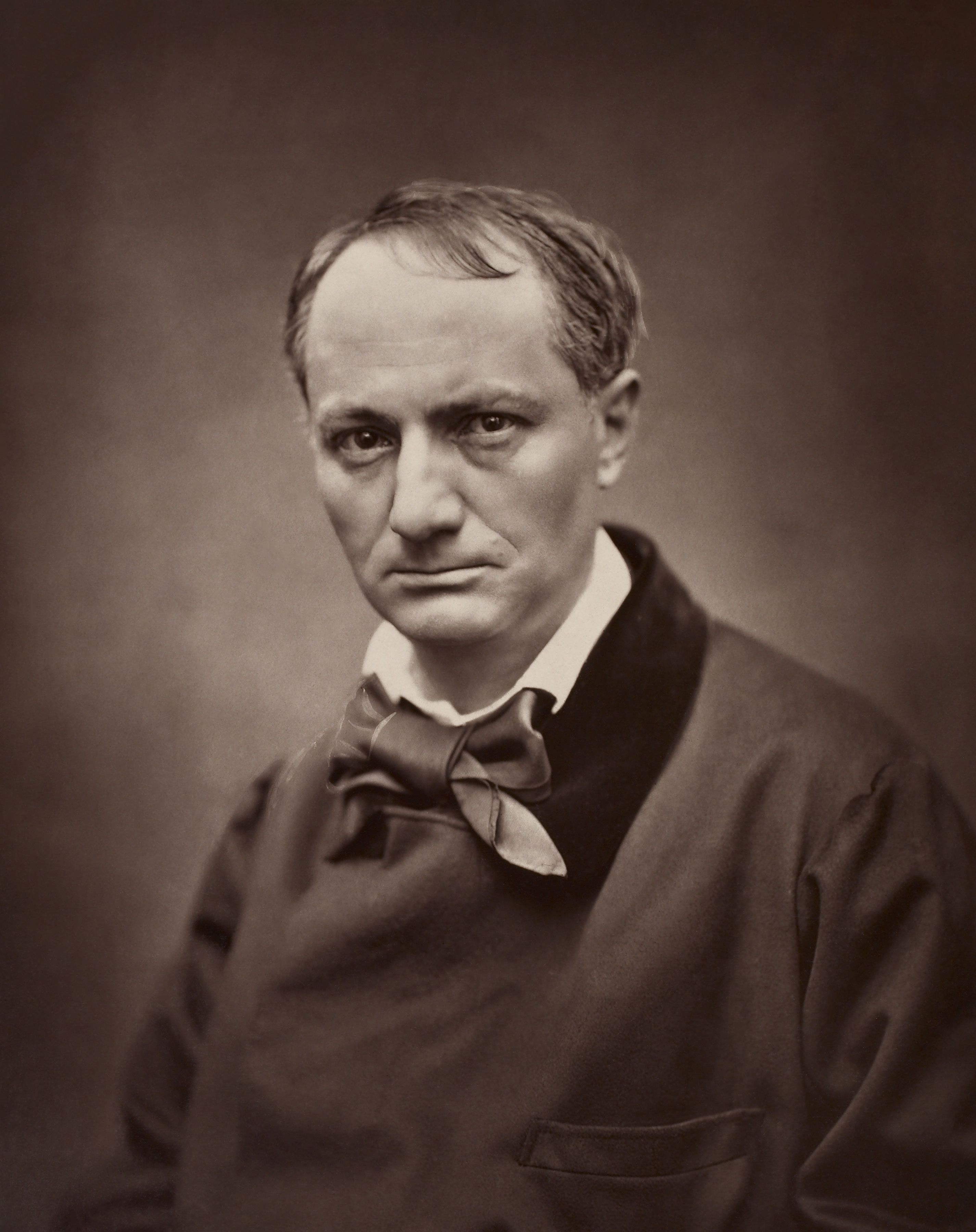
１９世紀フランス象徴派の詩人ボードレール。クラスはランボーやボードレールといったフランスの詩人の影響も受けている。

クラスはロックからは稀だが、クラシック音楽（特にベンジャミン・ブリテン）、フリージャズ、ヨーロッパの無調音楽、ジョン・ケージやカールハインツ・シュトックハウゼンなどの前衛作曲家からより強い影響を受けている。
またクラスはそれ以降の英国、米国のアナキスト・ムーブメントに影響を与えた。アナルコパンクの成長はアナキストの考えへの関心をよびさました。1970年代後半と1980年代初め、「平和運動」と「核軍縮」のため、英国でのキャンペーンを活性化させた。
クラスの影響力を「過大評価」しすぎているという主張もあるが、それでも1980年代、クラスの哲学的、審美的な影響はパンクバンドの広い範囲にに及んだ。だが、のちのフリーフォームスタイルを模倣するものはほとんどいなかった。そのペイントされコラージュされた白黒レコードスリーブ（ジー・バウチャー）は、バンクシ―（バウチャーとのコラボレーション）のような芸術家やサブバーティング・ムーブメントに影響を与えたかもしれない。
反＝フォーク芸術家ジェフェリー・ルイス（Jeffrey Lewis）は2007年のアルバム、「12 Crass Songs」はクラスの曲をアコースティックでカバーしている。

## メンバー
スティーブ・イグノラント（ボーカル）
イヴ・リバティーン（ボーカル）
ジョイ・デ・ヴィーヴィル（ボーカル）
N. A. パーマ（ギター）
フィル・フリー（ギター）
ピート・ライト（ベース、ボーカル）
ペニー・ランボー（ドラム、ボーカル）
ジー・バウチャー（アートワーク、ピアノ、ラジオ）
ミック・ダフィールド（映像）
サウンドエンジニアでサザン・スタジオ創業者のジョンローダーは、時にクラスの「９番目のメンバー」とも言われている。
スティーブ・ハマー（ギター、初期の短い期間のみ）

## ディスコグラフィ

### LP盤
- The Feeding of the 5000 (LP, 1978, 45 rpm, Small Wonder Records – UK Indie – No. 1. Reissued in 1980 as LP 33 rpm as The Feeding of the 5000 – Second Sitting, UK Indie – No. 11)
- Stations of the Crass (521984, double LP, 1979) (UK Indie – No. 1)
- Penis Envy (321984/1, LP, 1981) (UK Indie – No. 1)
- Christ – The Album (BOLLOX 2U2, double LP, 1982) (UK Indie – No. 1)
- Yes Sir, I Will (121984/2, LP, 1983) (UK Indie – No. 1)
- Ten Notes on a Summer's Day (catalog No. 6, LP, 1986, Crass Records) (UK Indie – No. 6)

### コンピレーション、リマスター盤
- Best Before 1984 (1986 – Cat. No.5; compilation album of singles) (UK Indie – No. 7)
- The Feeding Of The Five Thousand (The Crassical Collection) (2010 – CC 01 remastered edition)
- Stations Of The Crass (The Crassical Collection) (2010 – CC 02 remastered edition)
- Penis Envy (The Crassical Collection) (2010 – CC 03 remastered edition)
- Christ – The Album (The Crassical Collection) (2011 – CC 04 remastered edition)
- Yes Sir, I Will (The Crassical Collection) (2011 – CC 05 remastered edition)
- Ten Notes On A Summer's Day (The Crassical Collection) (2012 – CC 06 remastered edition)

### シングル
- "Reality Asylum" / "Shaved Women" (CRASS1, 7", 1979) (UK Indie – No. 9)
- "Bloody Revolutions" / "Persons Unknown" (421984/1, 7" single, joint released with the Poison Girls, 1980) (UK Indie – No. 1)
- "Rival Tribal Rebel Revel" (421984/6F, one-sided 7" flexi disc single given away with Toxic Grafity〔ママ〕 fanzine, 1980)
- "Nagasaki Nightmare" / "Big A Little A" (421984/5, 7" single, 1981) (UK Indie – No. 1)
- "Our Wedding" (321984/1F, one-sided 7" flexi-disc single by Creative Recording And Sound Services made available to readers of teenage magazine Loving)
- "Merry Crassmas" (CT1, 7" single, 1981, Crass' stab at the Christmas novelty market) (UK Indie – No. 2)
- "Sheep Farming in the Falklands" / "Gotcha" (121984/3, 7" single, 1982, originally released anonymously as a flexi-disc) (UK Indie – No. 1)
- "How Does It Feel To Be The Mother of 1000 Dead?" / "The Immortal Death" (221984/6, 7" single, 1983) (UK Indie – No. 1)
- "Whodunnit?" (121984/4, 7" single, 1983, pressed in "shit-coloured vinyl") (UK Indie – No. 2)
- "You're Already Dead" / "Nagasaki is Yesterday's Dog-End" / "Don't Get Caught" (1984, 7" single, 1984)

### その他
- Penny Rimbaud Reads From 'Christ's Reality Asylum' (Cat No. 10C, C90 cassette, 1992)
- Acts of Love – Fifty Songs to my Other Self by Penny Rimbaud with Paul Ellis, Eve Libertine and Steve Ignorant (Cat No. 1984/4 , LP and book, 1984. Reissued as CD and book as Exitstencilisms Cat No. EXT001 2012)
- EXIT The Mystic Trumpeter – Live at the Roundhouse 1972, The ICES Tapes (pre Crass material featuring Penny Rimbaud, Gee Vaucher, John Loder and others) (Exit Stencil Music Cat No. EXMO2, CD and book, 2013)

### ライブレコーディング
- Christ: The Bootleg (recorded live in Nottingham, 1984, released 1989 on Allied Records)
- You'll Ruin It For Everyone (recorded live in Perth, Scotland, 1981, released 1993 on Pomona Records)

### ビデオ
Crass
- Christ: The Movie (a series of short films by Mick Duffield that were shown at Crass performances, VHS, released 1990)
- Semi-Detached (video collages by Gee Vaucher, 1978–84, VHS, 2001)
- Crass: There Is No Authority But Yourself (documentary by Alexander Oey, 2006) documenting the history of Crass and Dial House.

Crass Agenda
- In the Beginning Was the WORD – Live DVD recorded at the Progress Bar, Tufnell Park, London, 18 November 2004

## 参考図書
- ピース・オブ・マウンテン編 『ルーツ・オブ・パンク・ロック』、シンコー・ミュージック、1989年　ISBN 4401612701
- 『セックス・ピストルズ （KAWADE夢ムック）』、河出書房新社、2004年　ISBN 978-4309976747
- 『CRASS』、ジョージ・バーガー著、萩原麻理訳、河出書房新社、2012年、ISBN 978-4309273358